# Thalay Sagar
Le Thalay Sagar, culminant à 6 904 m d'altitude, est un sommet de l'Himalaya dans la région ouest du Garhwal en Inde. Pyramide glacée, il fait partie du groupe montagneux de Gangotri.

## Toponymie
Thalay Sagar signifie « tête du lac », faisant référence à la proximité du glacier de Gangotri, une des sources du Gange, lieu sacré de l'hindouisme.

## Géographie
Le Thalay Sagar se situe sur la crête qui surplombe au sud le glacier de Gangotri, l'un des plus grands de l'Himalaya, et le lac Kedartal. Le glacier de Gangotri est célèbre parmi les pèlerins hindous pour être une des sources sacrées du Gange.
Il est constitué de leucogranite blanc à muscovite-tourmaline.

## Premières ascensions
- 1979 - couloir nord-ouest et arête nord par Roy Kligfield, John Thackray et Pete Thexton.
- 1998 - face nord, voie directe par Andrew Lindblade et Athol Whimp, récompensée par le Piolet d'or 1998.
- 1998 - face nord (voie High Tension) directe russe par Alexander Klenov, Mikhail Davy, Mikhail Pershin et Alexei Bolotov.
- 2003 - face nord (voie One Way Ticket) par Stéphane Benoist et Patrice Glairon-Rappaz.
- 2016 - pilier nord de la face nord (voie Moveable Feast) par Dmitry Golovchenko, Dmitry Grigoriev et de Sergey Nilov, récompensée par un Piolet d'or.